# Yannick Neuder
Yannick Neuder, né le 15 mars 1969 à Tullins (Isère), est un cardiologue et homme politique français.
Membre du parti Les Républicains, il est élu député dans la 7e circonscription de l'Isère lors des élections législatives de 2022 et réélu lors des élections législatives de 2024. Il est nommé ministre chargé de la Santé et de l'Accès aux soins au sein du gouvernement Bayrou en décembre 2024.
Docteur en médecine, et cardiologue, il exerce au CHU de Grenoble comme responsable du pôle thorax et vaisseaux.
Il est aussi, depuis 2016 (réélu en 2021), conseiller régional d'Auvergne-Rhône-Alpes, dont il a par ailleurs été vice-président délégué à l'Enseignement supérieur, à la Recherche et à l'Innovation entre 2016 et 2022.
Maire de Saint-Étienne-de-Saint-Geoirs de 2002 à 2019, il est aussi président de la communauté de communes Bièvre Isère de 2014 à 2022.

## Biographie

### Parcours politique
En 1995, il est élu à l'âge de 26 ans au conseil municipal de la commune de Saint-Étienne-de-Saint-Geoirs. Il en devient le maire en 2002.
En 2014, il est élu président de la communauté de communes Bièvre Isère.
En 2015, il se présente aux élections régionales en région Auvergne-Rhône-Alpes sur la liste de Laurent Wauquiez. Désigné comme tête de liste départementale en Isère, il est élu au conseil régional.
Au début de la mandature du nouvel exécutif régional, il est nommé 11e vice-président, chargé de l’Enseignement supérieur, de la Recherche et de l’Innovation,. Défenseur d'une réduction des frais de fonctionnement de la région Auvergne-Rhône-Alpes, il est critiqué par les syndicats d'agents qui voient en lui le « rouge-gorge de Wauquiez », qualificatif que Yannick Neuder indique préférer à celui de « pigeon de Queyranne ».
Yannick Neuder se présente aux élections législatives de 2017 sous l'étiquette Les Républicains. Il est battu au second tour par la candidate de La République en marche Monique Limon avec 48,15 % des voix.
Le 1er janvier 2019, il démissionne de son mandat de maire de Saint-Étienne-de-Saint-Geoirs.
Après les élections municipales de 2020, il est réélu à la tête de la communauté de communes Bièvre Isère.
Lors des élections régionales de 2021, il est à nouveau tête de la liste Les Républicains en Isère. Réélu au conseil régional, il est nommé 4e vice-président, délégué à l'Enseignement supérieur, la Recherche, l’Innovation, au Numérique et aux Fonds européens, poste qu'il abandonne fin juin 2022 à la suite de son élection comme député.
Lors des élections législatives de 2022, il se présente comme candidat Les Républicains dans la 7e circonscription de l'Isère. Il est élu au second tour face au candidat du Rassemblement national Alexandre Moulin-Comte, avec 59,59 % des voix.
Pour être en conformité avec les dispositions légales sur le cumul des mandats, il démissionne le 5 septembre 2022 de ses mandats de conseiller municipal et conseiller communautaire.
À l'Assemblée nationale, il se saisit principalement des sujets de santé, en demandant notamment la réintégration des soignants non vaccinés contre la Covid-19,. Il fait également parler de lui en initiant une tribune dans Le Journal du Dimanche où il alerte le gouvernement sur l'ampleur de l'épidémie de bronchiolite frappant la France à l'automne 2022.
En 2023, il fait une proposition de loi pour réformer la formation des soignants afin de « former beaucoup plus de médecins, et mieux », adoptée en première lecture.
Après la dissolution de l'Assemblée nationale le 9 juin 2024, il se représente aux législatives. À la suite de son élection, il est choisi par la Commission des affaires sociales pour être rapporteur général du budget de la Sécurité sociale le 20 juillet 2024.
Le 23 décembre 2024, il est nommé ministre chargé de la Santé et de l'Accès aux soins, sous l'autorité de Catherine Vautrin, ministre du Travail, de la Santé, des Solidarités et des Familles, dans le gouvernement de François Bayrou. Dès sa prise de fonction, il est chargé de porter un projet de budget de la Sécurité sociale, alors que le précédent a mené à la censure du gouvernement Barnier.